# René Dragon
Ne doit pas être confondu avec Rue René-Dragon ou René Dagron.
René Dragon, né le 9 juin 1887 à Bolbec, et mort pour la France en déportation le 25 septembre 1944 à Flossembürg, en Allemagne,, est un ancien combattant de l'armée française de la Première Guerre mondiale ayant rejoint la Résistance française durant l'Occupation.

## Biographie

### Vie active
René Dragon est dessinateur industriel à la filature Manchon Lemaître à Bolbec. Il effectue son service militaire de 1908 à 1910 au 24e régiment d'infanterie.
Il est domicilié successivement à Bolbec au 25 rue Fauquet, puis à Rouen au 50 et au 30 rue du Lieu-de-Santé, et au 121 rue Thomas-Dubosc.

### L'Occupation
Il commence à écrire un « journal » en mai 1940 et, dès le mois de juillet, il y consigne son désir d'entrer en résistance. Pour lui, « l’enjeu de la lutte, c’est la civilisation chrétienne », mais « comment entrer en contact avec ceux qui n’ont pas failli, qui sont restés fidèles à notre esprit », « comment communiquer de l’un à l’autre la petite flamme qui embrasera tout un jour ».
Il est président de la section rouennaise du Parti démocrate populaire et gérant du Démocrate de Rouen.
Fin 1942, Jean Thomas — autre résistant — entre en rapport avec René Dragon qui est responsable départemental du Mouvement Résistance. Alors que partout en France des Comités de libération nationale (CDLN) sont constitués, celui de Rouen voit le jour en septembre 1943. René Dragon y est chargé — avec d'autres représentant de la Résistance locale —  de publier un journal concurrent du Journal de Rouen — qui collabore avec l'Occupant —, tel que L'Avenir normand. À la fin de la même année, il est chargé de préparer la transition administrative et politique qui suivra la Libération, et pour cela de rechercher des gens aptes aux responsabilités.
Le 1er mai 1944, il est engagé volontaire au titre des Forces françaises de l'intérieur dans le mouvement Voix du Nord. Il est arrêté le 8 mai 1944 alors qu’il se rend à une réunion du Comité départemental de Libération. Il est interné à la prison Bonne-Nouvelle de Rouen. En juin, il est au camp de Royallieu à Compiègne et part le 2 juillet vers Dachau, où il arrive le 5. De là, il est envoyé en kommando à Allach. Le 24 août, il part au camp de concentration de Flossembürg où il meurt le 25 septembre.
Le 18 septembre 1945, un service funèbre est célébré en sa mémoire par l'archevêque de Rouen, Pierre Petit de Julleville, dans l'église Saint-Godard de Rouen en présence du maire de Rouen, Jacques Chastellain.

## Postérité
Européen convaincu, d’un « courage tranquille » mais fermement opposé à la Révolution nationale de la France de Vichy gouvernée par Philippe Pétain, René Dragon est « un exemple pour ses valeurs morales » selon le conseil municipal de Rouen.
La rue René-Dragon porte son nom à Rouen.

## Décorations
- Médaille de la Résistance française (décret du 15 juin 1946)[8],[9]